# مالكوم ر. باترسون
مالكوم ر. باترسون (بالإنجليزية: Malcolm R. Patterson)‏ هو محامي وقاضي وسياسي أمريكي، ولد في 8 يونيو 1861 في سومرفيل في الولايات المتحدة، وتوفي في 8 مارس 1935 في ساراسوتا في الولايات المتحدة. حزبياً، نشط في الحزب الديمقراطي. وقد انتخب حاكم تينيسي ‏ وانتخب عضو مجلس النواب الأمريكي.